# Mariano Bareiro
Lucas Mariano Bareiro (Buenos Aires, Argentina, 8 de marzo de 1995) es un futbolista israelí-argentino. Juega de centrocampista en el Hapoel Be'er Sheva de la Ligat ha'Al de Israel.
Formó parte la selección de fútbol sub-20 de Argentina.

## Trayectoria

### Racing Club
Empezó a jugar baby fútbol a los cinco años en Paternal, luego pasó a Argentinos Juniors donde luego de concluir esa etapa comenzó a jugar en las inferiores de este último. En 2010 quedó libre y se prueba en Racing a través de Flavio Roca. Quedó y empezó a jugar en la séptima división. 

### Defensa y Justicia
A mediados de 2016, Facundo Sava le comunicó que no lo tendría en cuenta para la próxima temporada y lo ceden a Defensa y Justicia por todo el torneo.

#### Hapoel Be'er Sheva
En el 2020 fue cedido al club israelí junto con Marcelo Meli. En el 2021 fue fichado oficialmente por el club y recibió la ciudadanía israelí al ser reconocido como descendiente de judío por parte de la abuela materna.

## Selección nacional

### Selección argentina sub-18
Formó parte del plantel argentino sub-18. En marzo del año 2014 fue convocado por Alejandro Sabella en la selección de fútbol de Argentina como sparring en los entrenamientos de cara al Mundial 2014 a disputarse en Brasil.

### Selección argentina sub-20
El 10 de enero a muy poco del comienzo del Sudamericano Sub-20 Humberto Grondona dio la lista de 23 convocados que Mariano Bareiro ingresó en la lista de 23 jugadores que viajaran a Uruguay. El 22 de enero de 2015 sufre una rotura de ligamentos disputando un partido correspondiente a la cuarta fecha del Sudamericano Sub-20 frente a Bolivia.
El 7 de febrero de 2015 se corona campeón.
| \| N.º \| Fecha \| Estadio \| Local \| Resultado \| Visitante \| Goles \| Asist. \| \| \| ----- \| ---------- \| ------------------------------------------ \| --------- \| --------- \| --------- \| ----- \| ------ \| ------------------- \| \| 4 \| 22-01-2015 \| Profesor Alberto Suppici, Colonia, Uruguay \| Argentina \| 3-0 \| Bolivia \| \| \| Sudamericano Sub-20 \| \| Total \| \| Presencias \| 1 \| \| Goles \| 0 \| 0 \| \| |            |                                            |           |           |           |       |        |                     |
| N.º | Fecha      | Estadio                                    | Local     | Resultado | Visitante | Goles | Asist. |                     |
| 4 | 22-01-2015 | Profesor Alberto Suppici, Colonia, Uruguay | Argentina | 3-0       | Bolivia   |       |        | Sudamericano Sub-20 |
| Total |            | Presencias                                 | 1         |           | Goles     | 0     | 0      |                     |

## Estadísticas

### Clubes
Actualizado al 19 de junio de 2021.
| Club                         | Temporada           | Liga | Liga | Liga | Copas nacionales | Copas nacionales | Copas nacionales | Copas internacionales | Copas internacionales | Copas internacionales | Total | Total | Total |
| Club                         | Temporada           | PJ   | G    | A    | PJ               | G                | A                | PJ                    | G                     | A                     | PJ    | G     | A     |
| Racing Club Argentina        |                     |      |      |      |                  |                  |                  |                       |                       |                       |       |       |       |
| ---------------------------- | ------------------- | ---- | ---- | ---- | ---------------- | ---------------- | ---------------- | --------------------- | --------------------- | --------------------- | ----- | ----- | ----- |
| Racing Club Argentina        | 2014                | 0    | 0    | 0    | 0                | 0                | 0                | 0                     | 0                     | 0                     | 0     | 0     | 0     |
| Racing Club Argentina        | 2015                | 0    | 0    | 0    | 0                | 0                | 0                | 0                     | 0                     | 0                     | 0     | 0     | 0     |
| Racing Club Argentina        | 2016                | 3    | 0    | 0    | 0                | 0                | 0                | 0                     | 0                     | 0                     | 3     | 0     | 0     |
| Racing Club Argentina        | Total               | 3    | 0    | 0    | 0                | 0                | 0                | 0                     | 0                     | 0                     | 3     | 0     | 0     |
| Defensa y Justicia Argentina |                     |      |      |      |                  |                  |                  |                       |                       |                       |       |       |       |
| 2016                         | -                   | -    | -    | 2    | 0                | 0                | -                | -                     | -                     | 2                     | 0     | 0     |       |
| 2016-17                      | 21                  | 1    | 1    | -    | -                | -                | 1                | 0                     | 0                     | 22                    | 1     | 1     |       |
| 2017-18                      | 11                  | 2    | 0    | 1    | 0                | 0                | 1                | 0                     | 0                     | 13                    | 2     | 0     |       |
| 2018-19                      | 9                   | 0    | 0    | 1    | 0                | 0                | 6                | 0                     | 0                     | 16                    | 0     | 0     |       |
| Total                        | 41                  | 3    | 1    | 4    | 0                | 0                | 8                | 0                     | 0                     | 53                    | 3     | 1     |       |
| Hapoel Be'er Sheva Israel    |                     |      |      |      |                  |                  |                  |                       |                       |                       |       |       |       |
| 2020/2021                    | 28                  | 2    | 0    | 0    | 0                | 0                | 7                | 0                     | 0                     | 35                    | 2     | 0     |       |
| Total                        | 28                  | 2    | 0    | 0    | 0                | 0                | 7                | 0                     | 0                     | 35                    | 2     | 0     |       |
| Total en su carrera          | Total en su carrera | +72  | +5   | +1   | 4                | 0                | 0                | +15                   | 0                     | 0                     | +91   | +5    | +1    |

(+) Simboliza la existencia de más partidos disputados, goles y asistencias anotados.

### Selecciones
Actualizado al último partido jugado el 22 de enero de 2015.
| Selección        | Año   | Amistoso | Amistoso | Eliminatorias | Eliminatorias | Mundial | Mundial | Copa América | Copa América | Total | Total |
| Selección        | Año   | PJ       | Goles    | PJ            | Goles         | PJ      | Goles   | PJ           | Goles        | PJ    | Goles |
| ---------------- | ----- | -------- | -------- | ------------- | ------------- | ------- | ------- | ------------ | ------------ | ----- | ----- |
| Argentina Sub-20 | 2015  | 0        | 0        | -             | -             | -       | -       | 1            | 0            | 1     | 0     |
| Argentina Sub-20 | Total | 0        | 0        | -             | -             | -       | -       | 1            | 0            | 1     | 0     |
| Total            | Total | 0        | 0        | -             | -             | -       | -       | 1            | 0            | 1     | 0     |

#### Participaciones con la selección
| N.º | Torneo                   | Sede    | Resultado |
| --- | ------------------------ | ------- | --------- |
| 1   | Sudamericano Sub-20 2015 | Uruguay | Campeón   |

## Palmarés

### Campeonatos nacionales
| Título              | Club               | País   | Año  |
| ------------------- | ------------------ | ------ | ---- |
| Copa de Israel      | Hapoel Be'er Sheva | Israel | 2022 |
| Supercopa de Israel | Hapoel Be'er Sheva | Israel | 2022 |

### Campeonatos internacionales
| Título                         | Selección        | Sede       | Año  |
| ------------------------------ | ---------------- | ---------- | ---- |
| Campeonato Sudamericano Sub-20 | Argentina sub-20 | Montevideo | 2015 |